# Kevin Anderson (Tennisspieler)
Kevin Anderson (* 18. Mai 1986 in Johannesburg) ist ein südafrikanischer Tennisspieler.

## Leben und Karriere

### Bis 2006: Juniorenkarriere und College-Zeit
Kevin Anderson begann im Alter von sechs Jahren, Tennis zu spielen. In den Jahren 2001 bis 2004 nahm er an internationalen Juniorenturnieren teil und konnte Rang 28 der Juniorenweltrangliste erreichen. Nachdem er 2004 bei Future-Turnieren in Südafrika erste Erfolge als Profi hatte feiern können, zog er 2005 in die Vereinigten Staaten nach Champaign und spielte dort für das College-Team der University of Illinois at Urbana-Champaign. Zusammen mit seinem Partner Ryan Rowe gewann er 2006 die nationalen Meisterschaften im Doppel.

### 2005–2007: Erste Erfolge auf der Challenger Tour
Parallel spielte er zudem weiter Future-Turniere und im November 2005 auch sein erstes Challenger-Turnier in Champaign. Im folgenden Jahr schaffte er beim gleichen Turnier den Einzug ins Viertelfinale.
Nachdem er im Juli 2007 in Winnetka zum ersten Mal ein Challenger-Finale erreicht hatte, qualifizierte sich Kevin Anderson im August 2007 in New Haven erstmals für ein ATP-Turnier. Er schied jedoch in der ersten Runde gegen Arnaud Clément aus. Einen Monat später gewann er beim Challenger-Turnier von New Orleans durch einen Finalsieg über Sam Warburg seinen ersten Titel in dieser Kategorie und konnte zudem auch an der Seite von Ryler DeHeart die Doppelkonkurrenz gewinnen.

### 2008: Grand-Slam-Debüt, erstes ATP-Finale und Einstieg in die Top 100
2008 schaffte Anderson bei den Australian Open auf Anhieb die Qualifikation für das Hauptfeld, verlor dort jedoch in der ersten Runde gegen Alejandro Falla. Dennoch stieg er dadurch erstmals in die Top 200 der Weltrangliste ein. Beim ATP-Turnier von Las Vegas konnte er sich ebenfalls für das Hauptfeld qualifizieren und scheiterte nach Siegen unter anderem über den Top-50-Spieler Michaël Llodra erst im Finale an Sam Querrey. Beim Masters-Turnier von Miami konnte er sich erneut qualifizieren und siegte dort in der zweiten Runde sensationell gegen den Titelverteidiger und damaligen Weltranglistendritten Novak Đoković. Im April 2008 spielte er in Finnland erstmals für Südafrika im Davis Cup und konnte zum 4:1-Sieg zwei Einzelsiege beisteuern. Durch eine Finalteilnahme beim Challenger-Turnier von Surbiton gelang ihm der Sprung in die Top 100, so dass er in Wimbledon erstmals direkt für das Hauptfeld eines Grand-Slam-Turniers qualifiziert war. Im Einzel scheiterte er bereits in der ersten Runde, doch im Doppel gelang ihm an der Seite seines Partners Robert Lindstedt der Einzug ins Viertelfinale. Im August 2008 trat er für Südafrika bei den Olympischen Spielen an, wo er nach einem Erstrundensieg über Komlavi Loglo in der zweiten Runde gegen Nicolas Kiefer verlor. Im September 2008 verhalf er Südafrika im Davis Cup durch einen Einzelsieg zu einem 3:2-Sieg gegen Monaco und damit dem Aufstieg in die Europa/Afrika-Gruppe I. Im November 2008 trat er erneut beim Turnier von Champaign an und sicherte sich dort mit einem Sieg über Kevin Kim seinen zweiten Challenger-Titel. Eine Woche später folgte in Knoxville der zweite Challenger-Titel im Doppel.

### 2009–2010: Rückschläge und Comeback

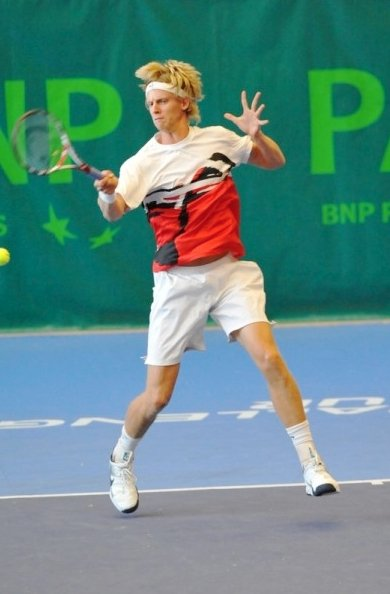
2009 beim Open De Rennes Challenger

Das Jahr 2009 verlief weniger erfolgreich für Kevin Anderson. Er rutschte wieder aus den Top 100 heraus und konnte sich nur bei den Australian Open für das Hauptfeld eines Grand-Slam-Turniers qualifizieren, wo er in der ersten Runde gegen Marin Čilić verlor. Die größten Einzelerfolge dieser Saison waren der Finalsieg gegen Blaž Kavčič beim Challenger-Turnier von Sanremo, zwei Challenger-Finals in Granby und Binghamton sowie die Qualifikation und der Einzug in die zweite Runde des ATP-Turniers vom Londoner Queen’s Club. Im Doppel erreichte Anderson in dieser Saison drei Challenger-Finals, von denen er zwei in Lexington und Vancouver gewinnen konnte.
Im Jahr 2010 konnte er sich wiederum für das Hauptfeld der Australian Open qualifizieren, war jedoch beim Erstrundenmatch gegen den späteren Finalisten Andy Murray chancenlos. Durch gute Ergebnisse bei den Masters-Turnieren von Indian Wells und Miami sowie einen Challenger-Titel in Baton Rouge gelang ihm im April 2010 der Wiedereinstieg in die Top 100. Dadurch war er für die French Open direkt qualifiziert, wo er in der ersten Runde auf den mit einer Wildcard gestarteten Édouard Roger-Vasselin traf. Anderson gewann die ersten beiden Sätze souverän, verspielte diese Führung jedoch noch und verlor das Match in fünf Sätzen. Gleiches passierte ihm einen Monat später in Wimbledon, als er gegen den an Nummer 7 gesetzten Nikolai Dawydenko erneut nach einer Zweisatzführung noch verlor. Im Juli 2010 erreichte Anderson in Atlanta sein zunächst bestes Saisonresultat, als er nach Siegen über Janko Tipsarević, Donald Young und Lukáš Lacko bis ins Halbfinale vorstieß. Dort verlor er dann aber bei extremer Hitze in drei Sätzen gegen John Isner. Beim Masters-Turnier in Toronto erreichte Kevin Anderson nach erfolgreicher Qualifikation und einem Sieg über den an Position 16 gesetzten Sam Querrey das Achtelfinale, wo er dem Weltranglistenersten Rafael Nadal unterlag. Bei den US Open 2010 konnte er dann erstmals ein Grand-Slam-Match gewinnen, als er in der ersten Runde Somdev Devvarman besiegte. In der zweiten Runde traf er auf den an Position 26 gesetzten Thomaz Bellucci, den er in einem fast vierstündigen Match in fünf Sätzen schlagen konnte. In der dritten Runde war dann jedoch nach drei Sätzen gegen Richard Gasquet Endstation. Zum Saisonabschluss im Oktober 2010 erreichte Anderson in Seoul noch einmal ein Challenger-Finale, das er jedoch gegen Lu Yen-hsun verlor. Am Ende seiner bis dato besten Saison hatte er sich um genau hundert Plätze von Rang 161 auf Rang 61 verbessert.

### 2011: Erster ATP-Titel und Etablierung in den Top 50 der Weltrangliste
Zu Beginn des Jahres 2011 erreichte Kevin Anderson in Brisbane zum dritten Mal in seiner Karriere ein ATP-Halbfinale. Dort verlor er in drei Sätzen gegen den an Position 2 gesetzten Andy Roddick. Bei den Australian Open schied Anderson gegen den Qualifikanten Blaž Kavčič wie schon in den letzten drei Jahren in der ersten Runde aus. Beim anschließenden ATP-Turnier in seiner Heimatstadt Johannesburg erreichte Kevin Anderson unter anderem durch einen Sieg über Adrian Mannarino zum zweiten Mal ein ATP-Finale. Dort setzte er sich in drei Sätzen gegen Somdev Devvarman durch und gewann somit seinen ersten Titel. Im März 2011 erreichte Anderson in Miami erstmals das Viertelfinale eines Masters-Turniers. Dabei besiegte er unter anderen den Sieger von 2008, Nikolai Dawydenko, sowie die gesetzten Guillermo García López und John Isner. Im Viertelfinale traf er dann auf den Weltranglistenzweiten Novak Đoković, den er drei Jahre zuvor an gleicher Stelle überraschend besiegt hatte. Diesmal war er zwar chancenlos gegen den Favoriten, verbesserte sich aber dennoch weiter in der Weltrangliste bis auf Position 33, seine bis dato beste. Nach einer Viertelfinalteilnahme in Estoril im April 2011 erreichte Kevin Anderson im Mai 2011 durch einen Sieg über Nicolas Mahut erstmals die zweite Runde der French Open. Dort unterlag er dann aber in fünf Sätzen dem späteren Viertelfinalisten Juan Ignacio Chela. Auch in Wimbledon schied er in der zweiten Runde aus, als er zum mittlerweile dritten Mal in diesem Jahr gegen Novak Đoković verlor. Im Juli 2011 trat Anderson zum ersten Mal seit drei Jahren wieder für Südafrika im Davis Cup an und führte seine Mannschaft zu einem 3:1-Sieg über die Niederlande. Im August 2011 konnte Kevin Anderson beim Kanada-Masters-Turnier in Montreal durch einen deutlichen Sieg über den an Position 4 gesetzten Titelverteidiger Andy Murray wie schon im Vorjahr das Achtelfinale erreichen, verlor dort jedoch gegen Stanislas Wawrinka. Bei den folgenden US Open besiegte Anderson in der zweiten Runde den an Position 29 gesetzten Michaël Llodra glatt in drei Sätzen, musste sich dann jedoch dem an Position 8 gesetzten Mardy Fish geschlagen geben. Beim folgenden Davis-Cup-Relegationsspiel gegen Kroatien um den Einzug in die Weltgruppe gewann Anderson zwar sein Einzel gegen Ivan Dodig, konnte die 1:4-Niederlage Südafrikas aber nicht verhindern. Eine Viertelfinalteilnahme beim Turnier in Peking, wo er unter anderen den an Position 6 gesetzten Andy Roddick besiegte, bevor er gegen den späteren Finalisten Marin Čilić ausschied, brachte Kevin Anderson im Oktober 2011 erstmals eine Platzierung in den Top 30 der Welt ein. Drei Wochen später stand er in Wien unter anderem durch einen Sieg über Lokalmatador Jürgen Melzer zum dritten Mal in dieser Saison in einem ATP-Halbfinale, musste sich dort jedoch in drei Sätzen Juan Martín del Potro geschlagen geben.

### 2012–2014: Zweiter ATP-Titel und Einzug in die Top 20

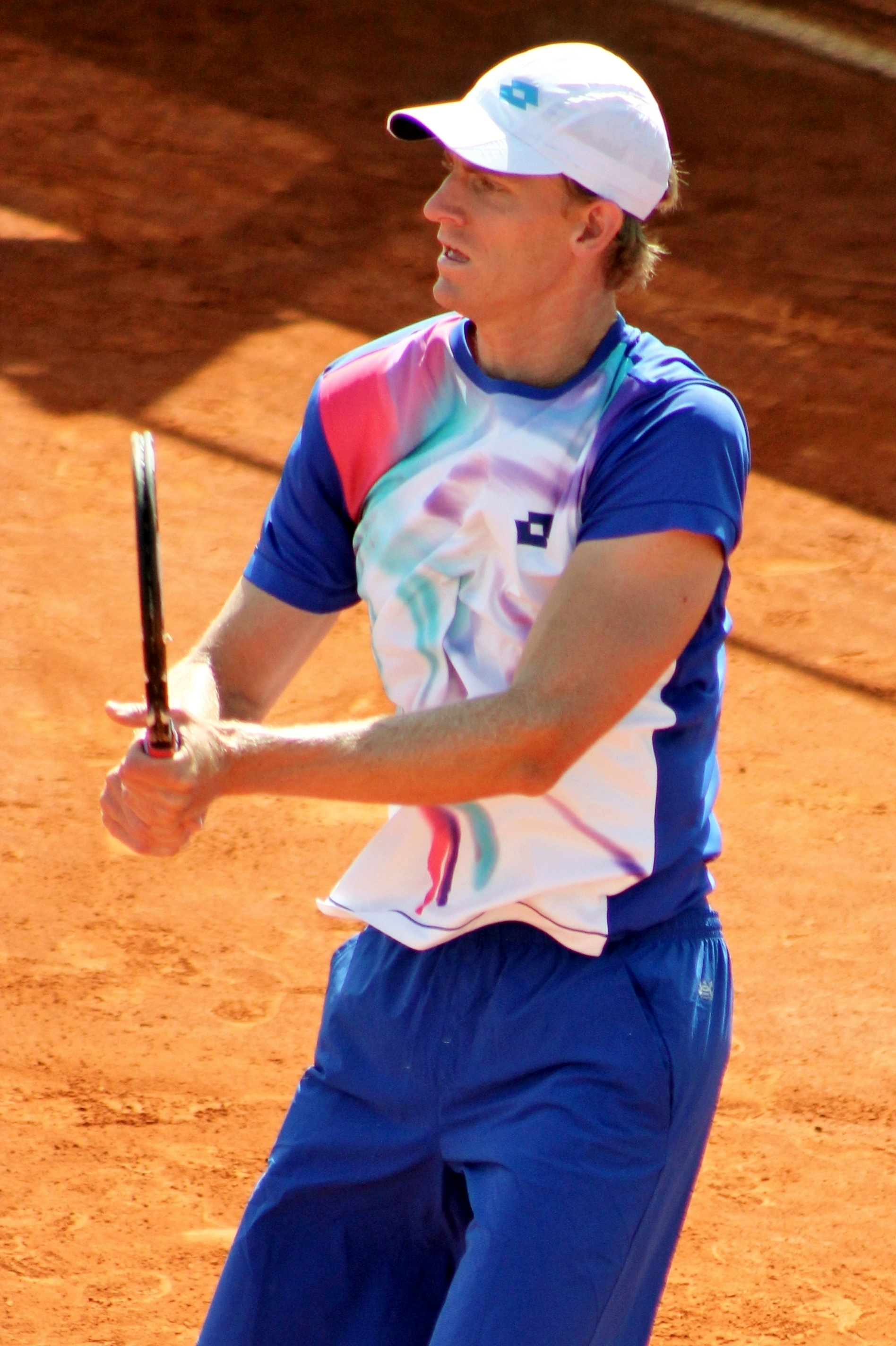
2014 in Madrid

Im Januar 2012 erreichte Kevin Anderson bei den Australian Open erstmals die dritte Runde, verlor dort aber gegen den an Position 7 gesetzten Tomáš Berdych. Einen Monat später schied Anderson in San José im Einzel im Viertelfinale gegen den späteren Turniersieger Milos Raonic aus. Im Doppel konnte er zusammen mit Frank Moser das Finale erreichen, wo sie jedoch knapp gegen Mark Knowles und Xavier Malisse unterlagen. Zwei Wochen später erreichte Anderson in Delray Beach durch einen Sieg über Andy Roddick das Halbfinale, dabei wehrte er drei Matchbälle ab. Nach einem Zweisatzsieg über den topgesetzten John Isner traf Anderson im Finale auf den Qualifikanten Marinko Matosevic. Auch diesen bezwang er in zwei Sätzen und sicherte sich somit seinen zweiten ATP-Titel.
In der Saison 2013 erreichte Kevin Anderson bei den Australian Open und den French Open erstmals das Achtelfinale, in Wimbledon konnte er erstmals bis in die dritte Runde vordringen. Zudem erreichte er drei ATP-Finals: In Brisbane unterlag er Bernard Tomic, in Casablanca musste er sich Tommy Robredo geschlagen geben und in Atlanta verlor er gegen John Isner. Diese Erfolge verschafften ihm mit Rang 19 seine bis dato beste Platzierung in der Weltrangliste.
2014 konnte Kevin Anderson erneut ins Achtelfinale der Australian Open einziehen. Im Anschluss daran erreichte er das Finale sowohl in Delray Beach als auch in Acapulco, verlor jedoch beide Endspiele in drei Sätzen. In Acapulco lief es im Doppel erfolgreicher, als Anderson mit Matthew Ebden im Endspiel Feliciano López und Maks Mirny mit 6:3 und 6:3 besiegte. Dies war sein erster ATP-Titelgewinn im Doppel. 2014 war bei den Grand-Slam-Turnieren ein insgesamt erfolgreiches Jahr, er verpasste das Achtelfinale nur bei den US Open. Er erreichte auch bei zwei Masters-Turnieren das Viertelfinale, nämlich in Indian Wells, das er gegen Roger Federer verlor und in Paris, wo er Tomáš Berdych unterlag. Er beendete das Jahr auf Rang 16, seiner bisher besten Platzierung.

### 2015–2016: Einzug in die Top 10 und Verletzung
2015 war ebenfalls eine Konstanz bei den Grand-Slams auszumachen: Bei den US Open erreichte er zum ersten Mal in seiner Karriere ein Grand-Slam-Viertelfinale. Dieses verlor er glatt gegen Stan Wawrinka. Seinen einzigen Titel der Saison gewann er in Winston-Salem – mit einem 6:3, 7:5 über Pierre-Hugues Herbert. Dazu kamen weitere Finalteilnahmen bei den Turnieren in Memphis gegen Kei Nishikori und im Queens Club gegen Andy Murray. Obwohl Anderson beim Turnier in Tokio früh ausschied, zog er zum ersten Mal in die Top 10 der Weltrangliste ein, beendete die Saison dann aber auf dem 12. Platz.
Die Saison 2016 war aufgrund einer Knieverletzung, die er sich in Chennai zuzog, weniger erfolgreich. Er konnte nur bei US Open mit seinem Einzug in die dritte Runde über die erste Runde hinauskommen. Auch aufgrund seiner Verletzungen erreichte er 2016 kein Finale und beendete die Saison schließlich auf dem 67. Platz.

### 2017–2018: Grand-Slam-Finals
Die Saison 2017 begann er erst in Memphis, wo er in der ersten Runde an Damir Džumhur scheiterte. Bei den French Open und in Wimbledon zog er jeweils ins Achtelfinale ein. Des Weiteren erreichte er zwei Finals. In Washington, D.C. unterlag er Alexander Zverev und auch ein paar Wochen später verlor er in seinem ersten Grand-Slam-Finale bei den US Open im Finale gegen Rafael Nadal. Im gesamten Turnierverlauf musste Anderson keinen Spieler aus den Top 10 schlagen, sein bestplatzierter Gegner war Pablo Carreño Busta im Halbfinale mit Rang 12. Die Saison konnte er auf dem 14. Platz beenden.
Das Jahr 2018 begann mit einem Finaleinzug in Pune, er verlor in zwei Sätzen gegen Gilles Simon. Im Februar konnte er seinen vierten ATP-Titel gewinnen, als er sich in New York beim neu geschaffenen Turnier im Finale mit 4:6, 6:3, 7:6 gegen Sam Querrey durchsetzte. Auch in Acapulco stand er im Finale, konnte es allerdings im Match gegen Juan Martín del Potro in zwei Sätzen nicht gewinnen. Bei den Australian Open und French Open schied er jeweils früh aus, konnte dann allerdings sein zweites Grand-Slam-Finale in Wimbledon erreichen. Im Finale verlor er gegen Novak Đoković mit 2:6, 2:6, 6:7. Zuvor konnte Anderson im Viertelfinale zunächst Roger Federer nach Abwehr von einem Matchball mit 2:6, 6:7, 7:5, 6:4, 13:11 schlagen. Im Halbfinale folgte das nächste Marathonmatch, das er gegen John Isner mit 7:6, 6:7, 6:7, 6:4, 26:24 gewinnen konnte. Das Match ging als längstes Grand-Slam-Halbfinale aller Zeiten und viertlängstes Match überhaupt in die Geschichte ein. Bei den US Open schied er im Achtelfinale gegen Dominic Thiem glatt in drei Sätzen aus. Zum Ende der Saison gewann er das Turnier von Wien im Finale gegen Kei Nishikori mit 6:3, 7:6. Anderson qualifizierte sich erstmals für die ATP Finals, schied dort in der Gruppenphase aus und beendete die Saison auf dem sechsten Platz der Weltrangliste, dem höchsten seiner Karriere zum Ende des Jahres. Mitte des Jahres hatte er mit Platz 5 sein Karrierehoch erreicht.

### 2019–2022: Letzte aktive Jahre und kurzzeitiges Karriereende
Zu Beginn der Saison 2019 gewann er das Turnier in Pune mit einem knappen Sieg in drei Sätzen gegen Ivo Karlović. Aufgrund einer Knieverletzung spielte er 2019 nur wenige Turniere. Das letzte Spiel der Saison war eine Drittrundenniederlage in Wimbledon im Juli gegen Guido Pella. Im Anschluss fiel er aus den Top 100 der Weltrangliste. Nachdem der Beginn der Saison 2020 wegen der COVID-19-Pandemie ausgesetzt worden war, spielte er ab August 2020 verschiedene Turniere, konnte aber lediglich in Wien das Halbfinale erreichen, das er gegen Andrei Rubljow verlor.
Im Jahr 2021 kam er bei keinem Grand-Slam-Turnier weiter als die zweite Runde. In Newport konnte er mit einem Sieg über Jenson Brooksby sein letztes Turnier als Profi für sich entscheiden. Seinen letzten Auftritt bei einem Turnier der ATP Tour hatte Anderson 2022 bei den Miami Masters, wo er als Lucky Loser ins Hauptfeld einzog, sich aber in seinem ersten Match dem Argentinier Juan Manuel Cerúndolo geschlagen geben musste.
Im Mai 2022 beendete er seine Karriere, wobei er nur etwas mehr als ein Jahr danach, im Juli 2023, beim ATP Turnier in Newport sein Comeback feierte. Laut eigenen Aussagen fühle er sich viel besser als noch vor einem Jahr und wäre wieder bereit, professionell Tennis zu spielen.

## Erfolge
| Legende (Anzahl der Siege)                      |
| Grand Slam                                      |
| ATP World Tour Finals                           |
| ATP World Tour Masters 1000                     |
| ATP World Tour 500 (2)                          |
| ATP International Series ATP World Tour 250 (6) |
| ATP Challenger Tour (9)                         |

| Titel nach Belag |
| Hartplatz (7)    |
| Sand (0)         |
| Rasen (1)        |

### Einzel

#### Turniersiege

##### ATP World Tour
| Nr. | Datum            | Turnier       | Belag         | Finalgegner           | Ergebnis         |
| --- | ---------------- | ------------- | ------------- | --------------------- | ---------------- |
| 1.  | 6. Februar 2011  | Johannesburg  | Hartplatz     | Somdev Devvarman      | 4:6, 6:3, 6:2    |
| 2.  | 4. März 2012     | Delray Beach  | Hartplatz     | Marinko Matosevic     | 6:4, 7:62        |
| 3.  | 29. August 2015  | Winston-Salem | Hartplatz     | Pierre-Hugues Herbert | 6:4, 7:5         |
| 4.  | 18. Februar 2018 | New York City | Hartplatz (i) | Sam Querrey           | 4:6, 6:3, 7:61   |
| 5.  | 28. Oktober 2018 | Wien          | Hartplatz (i) | Kei Nishikori         | 6:3, 7:63        |
| 6.  | 5. Januar 2019   | Pune          | Hartplatz     | Ivo Karlović          | 7:64, 6:72, 7:65 |
| 7.  | 18. Juli 2021    | Newport       | Rasen         | Jenson Brooksby       | 7:68, 6:4        |

##### ATP Challenger Tour
| Nr. | Datum              | Turnier     | Belag         | Finalgegner  | Ergebnis        |
| --- | ------------------ | ----------- | ------------- | ------------ | --------------- |
| 1.  | 16. September 2007 | New Orleans | Hartplatz     | Sam Warburg  | 6:4, 6:0        |
| 2.  | 16. November 2008  | Champaign   | Hartplatz (i) | Kevin Kim    | 6:3, 6:4        |
| 3.  | 10. Mai 2009       | Sanremo     | Sand          | Blaž Kavčič  | 2:6, 6:2, 7:5   |
| 4.  | 18. April 2010     | Baton Rouge | Hartplatz     | Tobias Kamke | 6:77, 7:67, 6:1 |

#### Finalteilnahmen
| Nr. | Datum              | Turnier          | Belag         | Finalgegner           | Ergebnis         |
| --- | ------------------ | ---------------- | ------------- | --------------------- | ---------------- |
| 1.  | 9. März 2008       | Las Vegas        | Hartplatz     | Sam Querrey           | 6:4, 3:6, 4:6    |
| 2.  | 12. Januar 2013    | Sydney           | Hartplatz     | Bernard Tomic         | 3:6, 7:62, 3:6   |
| 3.  | 14. April 2013     | Casablanca       | Sand          | Tommy Robredo         | 6:75, 6:4, 3:6   |
| 4.  | 28. Juli 2013      | Atlanta          | Hartplatz     | John Isner            | 7:63, 6:72, 6:72 |
| 5.  | 23. Februar 2014   | Delray Beach     | Hartplatz     | Marin Čilić           | 6:76, 7:67, 4:6  |
| 6.  | 2. März 2014       | Acapulco         | Hartplatz     | Grigor Dimitrow       | 6:71, 6:3, 6:75  |
| 7.  | 15. Februar 2015   | Memphis          | Hartplatz (i) | Kei Nishikori         | 4:6, 4:6         |
| 8.  | 21. Juni 2015      | Queen’s Club     | Rasen         | Andy Murray           | 3:6, 4:6         |
| 9.  | 6. August 2017     | Washington, D.C. | Hartplatz     | Alexander Zverev      | 4:6, 4:6         |
| 10. | 10. September 2017 | US Open          | Hartplatz     | Rafael Nadal          | 3:6, 3:6, 4:6    |
| 11. | 6. Januar 2018     | Pune             | Hartplatz     | Gilles Simon          | 6:74, 2:6        |
| 12. | 3. März 2018       | Acapulco         | Hartplatz     | Juan Martín del Potro | 4:6, 4:6         |
| 13. | 15. Juli 2018      | Wimbledon        | Rasen         | Novak Đoković         | 2:6, 2:6, 6:73   |

### Doppel

#### Turniersiege

##### ATP World Tour
| Nr. | Datum        | Turnier  | Belag     | Partner       | Finalgegner                | Ergebnis |
| --- | ------------ | -------- | --------- | ------------- | -------------------------- | -------- |
| 1.  | 2. März 2014 | Acapulco | Hartplatz | Matthew Ebden | Feliciano López Maks Mirny | 6:3, 6:3 |

##### ATP Challenger Tour
| Nr. | Datum              | Turnier     | Belag         | Partner       | Finalgegner                  | Ergebnis           |
| --- | ------------------ | ----------- | ------------- | ------------- | ---------------------------- | ------------------ |
| 1.  | 15. September 2007 | New Orleans | Hartplatz     | Ryler DeHeart | Rajeev Ram Bobby Reynolds    | 6:2, 6:3           |
| 2.  | 22. November 2008  | Knoxville   | Hartplatz (i) | G. D. Jones   | Rajeev Ram Bobby Reynolds    | 3:6, 6:0, [10:7]   |
| 3.  | 25. Juli 2009      | Lexington   | Hartplatz     | Ryler DeHeart | Amir Hadad Harel Levy        | 6:4, 4:6, [10:6]   |
| 4.  | 8. August 2009     | Vancouver   | Hartplatz     | Rik De Voest  | Ramón Delgado Kaes Van’t Hof | 6:4, 6:4           |
| 5.  | 30. Januar 2010    | Honolulu    | Hartplatz     | Ryler DeHeart | Im Kyu-tae Martin Slanar     | 3:6, 7:62, [15:13] |

#### Finalteilnahmen
| Nr. | Datum            | Turnier          | Belag         | Partner       | Finalgegner                   | Ergebnis           |
| --- | ---------------- | ---------------- | ------------- | ------------- | ----------------------------- | ------------------ |
| 1.  | 19. Februar 2012 | San José         | Hartplatz (i) | Frank Moser   | Mark Knowles Xavier Malisse   | 4:6, 6:1, [5:10]   |
| 2.  | 5. August 2012   | Washington, D.C. | Hartplatz     | Sam Querrey   | Treat Huey Dominic Inglot     | 6:77, 7:69, [5:10] |
| 3.  | 26. Oktober 2014 | Valencia         | Hartplatz (i) | Jérémy Chardy | Jean-Julien Rojer Horia Tecău | 4:6, 2:6           |

## Abschneiden bei Grand-Slam-Turnieren

### Einzel
| Turnier         | 2008 | 2009 | 2010 | 2011 | 2012 | 2013 | 2014 | 2015 | 2016 | 2017 | 2018 | 2019 | 2020 | 2021 | 2022 | 2023 | Karriere |
| --------------- | ---- | ---- | ---- | ---- | ---- | ---- | ---- | ---- | ---- | ---- | ---- | ---- | ---- | ---- | ---- | ---- | -------- |
| Australian Open | 1    | 1    | 1    | 1    | 3    | AF   | AF   | AF   | 1    | —    | 1    | 2    | 2    | 1    | 1    | —    | AF       |
| French Open     | Q2   | Q3   | 1    | 2    | 3    | AF   | AF   | 3    | 1    | AF   | AF   | —    | 3    | 1    | —    | —    | AF       |
| Wimbledon       | 1    | Q1   | 1    | 2    | 1    | 3    | AF   | AF   | 1    | AF   | F    | 3    |      | 2    | —    | —    | F        |
| US Open         | Q1   | Q1   | 3    | 3    | 1    | 2    | 3    | VF   | 3    | F    | AF   | —    | 1    | 2    | —    | Q2   | F        |

Zeichenerklärung: S = Turniersieg; F, HF, VF, AF = Einzug ins Finale / Halbfinale / Viertelfinale / Achtelfinale; 1, 2, 3 = Ausscheiden in der 1. / 2. / 3. Hauptrunde; Q1, Q2, Q3 = Ausscheiden in der 1. / 2. / 3. Qualifikationsrunde; nicht ausgetragen